# Double Eagle

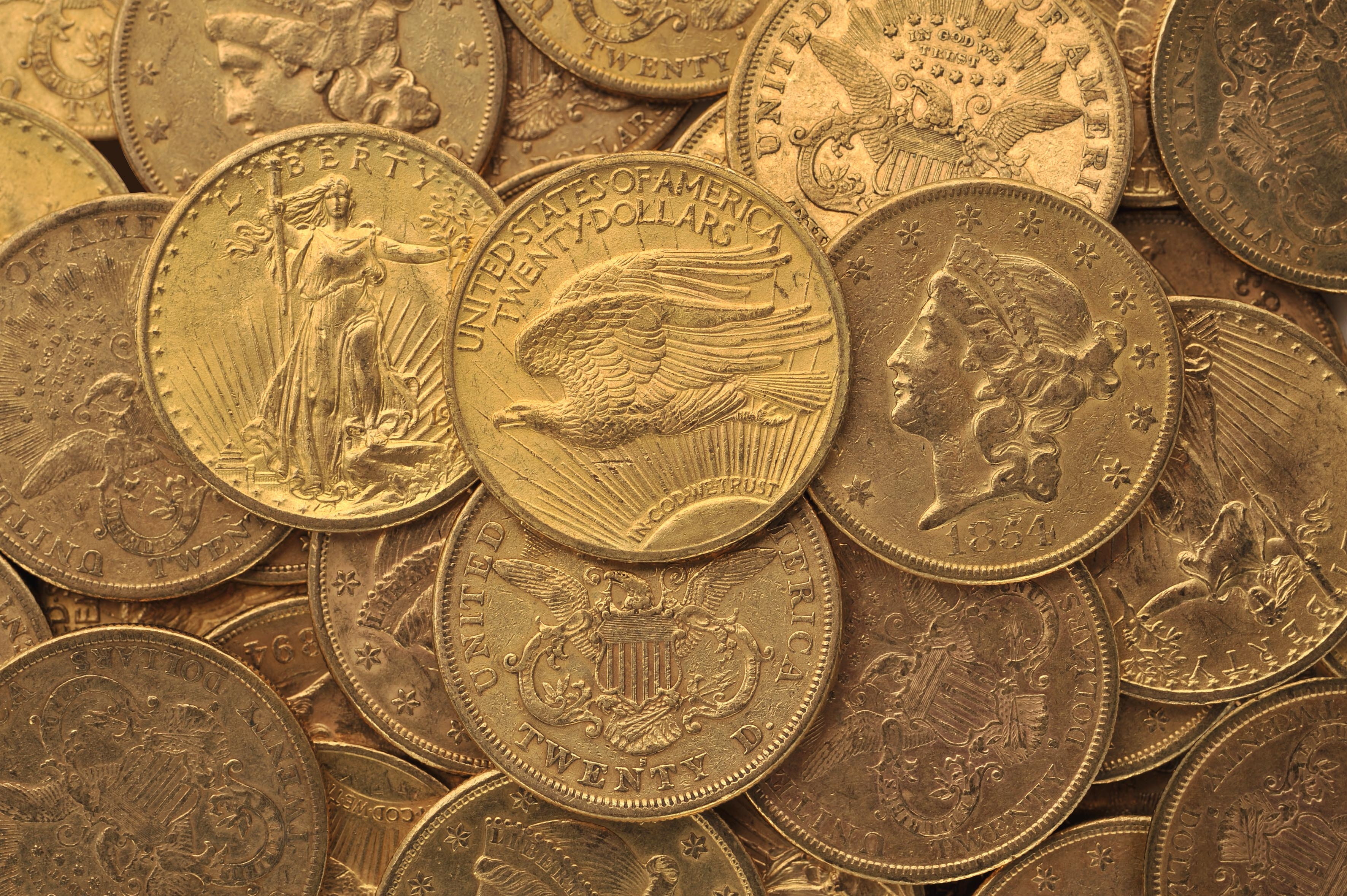
Amerykańskie złote monety Double Eagle

Double Eagle – nazwa amerykańskich monet wykonanych ze złota o nominale 20 dolarów amerykańskich. Były one uznane za prawny środek płatniczy w Stanach Zjednoczonych do 1933 roku. Bicie monet o tym nominale zostało ustanowione na mocy Coinage Act of 1849 (rozdział CIX). Wszystkie monety Double Eagle wybijane były według tego samego standardu: waga wynosiła 33,4362 g, średnica 34 mm, a monety wykonane były ze złota próby 900 (90% złota, 10% miedzi).
W latach 1850–1933 wybito dwa typy monet Double Eagle – Liberty Head Double Eagle (1850–1907) projektu Jamesa B. Longacre’a i Saint-Gaudens Double Eagle (1907–1933) projektu Augustusa Saint-Gaudensa. Obie monety występowały w kilku odmianach.
Złote mennictwo w Stanach Zjednoczonych zostało wstrzymane przez prezydenta Franklina D. Roosevelta 5 kwietnia 1933 roku, kiedy nakazał zwrot złotych monet do Rezerwy Federalnej. Wyjątkiem było posiadanie walorów o wartości kolekcjonerskiej. 30 stycznia 1934 roku wszedł w życie Gold Reserve Act, który ostatecznie wycofał złoto z obiegu, wstrzymał pokrycie dla pieniądza papierowego w tym kruszcu i nakazał przetopienie go w sztaby.

## Historia
2 kwietnia 1792 roku Kongres uchwalił Coinage Act of 1792, który zezwolił na bicie monet różnych wartości, w tym monet złotych o nominale 10 dolarów amerykańskich zwanych Eagle. Była to wówczas moneta o największym nominale w Stanach Zjednoczonych. W tym czasie złoto było istotnym kruszcem w amerykańskim handlu. W obiegu znajdowały się wówczas złote monety z Hiszpanii, Meksyku, Holandii czy Wielkiej Brytanii i pozostawały legalnym środkiem płatniczym w Stanach Zjednoczonych do 1857 roku. Pierwszymi złotymi monetami wybitymi w mennicy w Filadelfii były monety o nominale 5 dolarów (Half Eagle) i 10 dolarów. Wybito je w 1795 roku, a rok później wybito monetę o nominale 2,5 dolara. Kruszec używany do produkcji amerykańskich złotych monet nie pochodził w tamtym czasie ze Stanów Zjednoczonych. Był on nabywany za granicą pod postacią zarodków, sztab lub złotych monet. W 1799 roku Conrad Reed znalazł w Meadow Creek w Karolinie Północnej bryłkę złota. W 1803 John Reed wraz ze wspólnikami znalazł w Meadow Creek 28-funtowy samorodek złota. Z czasem w okolicy rzeki powstała kopalnia Dunn Mine, a w jej pobliżu zaczęli osiedlać się górnicy. W 1830 roku okolice miasta Charlotte stanowiły główne źródło zaopatrzenia Stanów Zjednoczonych w złoto. O znaczeniu tego obszaru znaczy fakt, że w 1838 roku Kongres otworzył oddziały Mennicy Stanów Zjednoczonych w Dahlonedze (Georgia) i Charlotte (Karolina Północna).

Jeszcze w XVIII wieku pojawił się problem ze złotymi monetami. W 1792 roku ustalono stosunek srebra do złota na 15 do 1. Okazało się, że na rynku stosunek ten wynosił 16 do 1. Doprowadziło to do przetopu złotych monet na rynku, a następnie sprzedaży za wartość wyższą niż zdeklarowana. Relacja obu kruszców wobec siebie zmieniała się na przestrzeni lat. Jednak za każdym razem, kiedy wartość złota rosła, to coraz większa liczba złotych monet była przetapiana i sprzedawana z zyskiem. W celu zaradzenia temu problemowi w 1834 roku uchwalono Coinage Act of 1834. Na mocy tej ustawy zredukowano wagę złotych monet tak, aby zachować ich wartość i jednocześnie powstrzymać ich przetop. Na mocy tego prawa moneta o nominale 10 dolarów (Eagle) powinna mieć 232 grany czystego złota (15,033 g), a nie jak według standardu ustalonego w Coinage Act of 1792 – 247,5 grana (16,037 g).
Istotny wpływ na złote mennictwo w Stanach Zjednoczonych miała kalifornijska gorączka złota zapoczątkowana w 1848 roku. Wartość złota znalezionego w tamtym obszarze w ciągu pierwszych dwóch lat szacowano na 80–100 tys. dolarów. Z czasem ilość złota napływająca na rynek krajowy sprawiła, że upowszechniło się ono względem srebra. Doprowadziło to do sytuacji, w której srebro sprzedawano na rynku z dużym zyskiem. Napływ złota na rynek sprawił, że srebro, którego ceny były liczone w złocie, stało się niedowartościowane. Srebrne jednodolarówki okazały się być bardziej wartościowe niż ich wartość nominalna. W styczniu 1849 roku James McKay zapowiedział, że przedłoży pod głosowanie prawo, które wprowadzi w złotym mennictwie monety o nowych wartościach. 1 lutego Charles G. Atherton zaproponował poprawkę do projektu ustawy McKaya, która wprowadzałaby do obiegu monety o nominale 20 dolarów. 20 lutego przedstawiono projekt ustawy będącej połączeniem propozycji McKaya i Athertona. Została ona zaakceptowana przez Izbę Reprezentantów. Senat przyjął ustawę pod nazwą Coinage Act of 1849 3 marca 1849 roku, ustanawiając tym samym bicie złotych monet w rozdziale CIX. Propozycja bicia monety o tym nominale pojawiła się już 21 grudnia 1836 roku, kiedy w „Philadelphia Public Ledger” rozważano pomysł bicia w Stanach Zjednoczonych monet o większych nominałach. Wówczas uznano, że najlepszą odpowiedzią będzie pojawienie się złotych monet, w tym właśnie Double Eagle, która miałaby mieć wartość 20 dolarów.

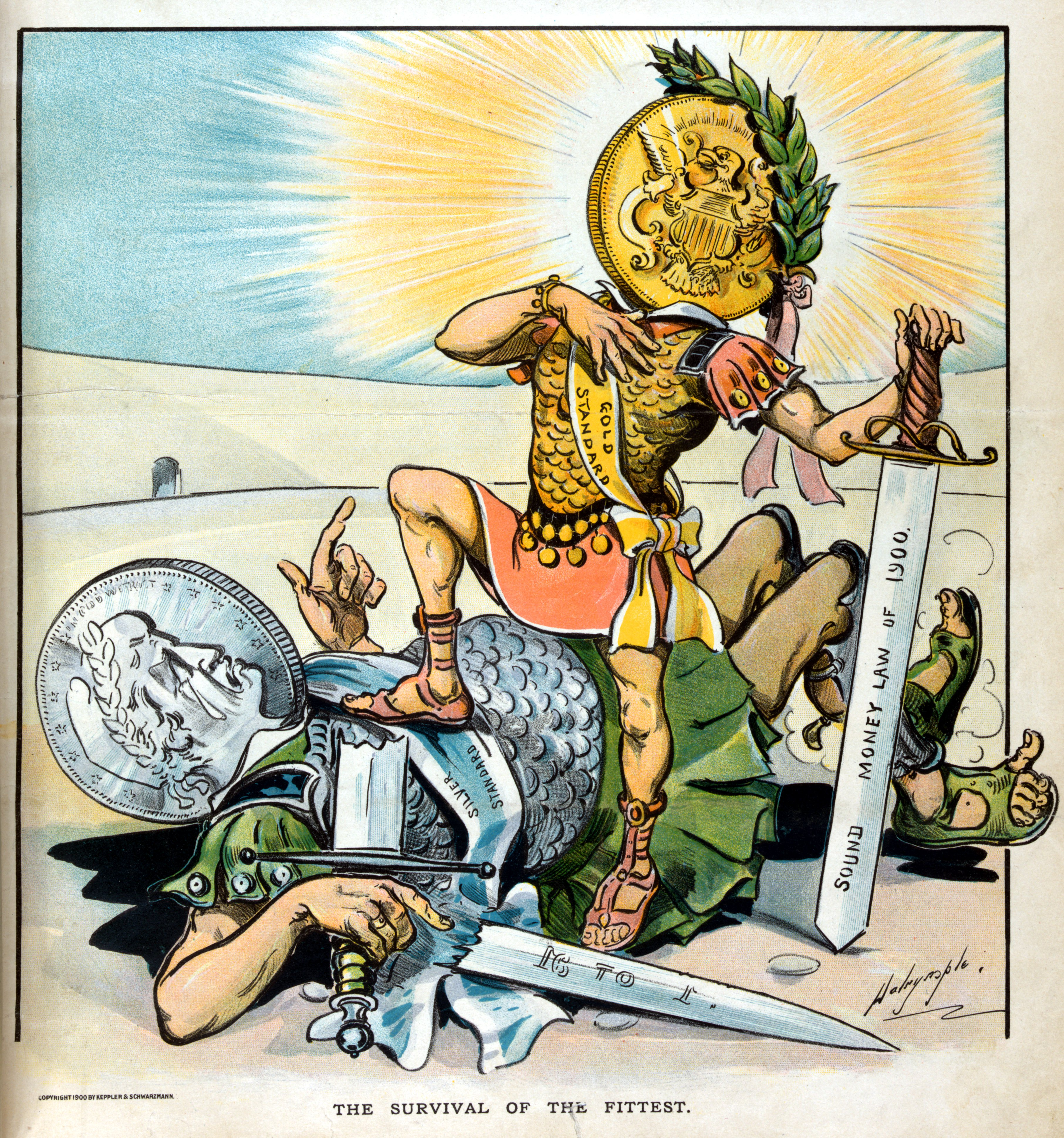
Ilustracja z okładki „Puck Magazine” z 1900 roku, która przedstawia triumf standardu złota nad srebrem

Głównym zamysłem, który stanowił podwaliny pod wprowadzenie monety Double Eagle, była chęć przekształcenia dużych ilości złota na rynku w monety przy jak najmniejszym wysiłku mennic. Moneta o tym nominale stanowiła dwukrotność 10 dolarów, czterokrotność 5 dolarów. Nominał ten redukował nakład pracy w mennicach. Podobnie postąpiono w 1878 roku, kiedy uchwalono Bland-Allison Act, który miał na celu rozwiązanie problemu rosnącej ilości srebra na rynku, co przełożyło się na rozpoczęcie bicia dolara Morgana. W 1850 roku do obiegu weszły pierwsze monety Double Eagle. Przed tym rokiem Amerykanie obawiali się rosnącej roli pieniądze drukowanego. Kupcy, przemysłowcy i obywatele zaczęli domagać się środków płatniczych o realnej wartości. W 1853 roku Kongres uchwalił Coinage Act of 1853. Zawarto w nim mechanizm regulujący liczbę drobnych srebrnych monet na rynku. Od tej pory miały być one wybijane na konto rządowe za opłatą w złocie. Zasada ta doprowadziła de facto do nieformalnego wprowadzenia w Stanach Zjednoczonych standardu złota. Tym samym srebro zostało zdewaluowane, a moneta jednodolarowa straciła swoje praktyczne znaczenie. W latach 80. XIX wieku obawy przed pieniądzem papierowym zniknęły. Z kolei złote monety zaczęły być wychwytywane z obiegu. Część z nich pozostawała w państwowych rezerwach, inne natomiast były przechowywane przez banki lub przeznaczane do rozliczeń w handlu zagranicznym. Ilość złota na rynku kurczyła się także przez podpisanie przez prezydenta Benjamina Harrisona w 1890 roku Sherman Silver Purchase Act. Ustawa ta zobowiązywała państwo do comiesięcznego skupu srebra w ilości co najmniej 4,5 miliona uncji. W celu uregulowania formalności za skup srebra od obywateli rząd musiał zlecić dodruk pieniądza papierowego. Obywatele z kolei używali banknotów do kupowania złota, które później sprzedawali państwu. Sytuacja ta negatywnie wpływała na pozycje złota na rynku i jego wartość. Ponadto wartość srebra ulegała zbyt częstym zmianom, co wpływało na niestabilność systemu finansowego. Dalsze podkopywanie wartości złota zniechęciła polityków do bimetalizmu. W 1900 roku doszło do wprowadzenia standardu złota w Stanach Zjednoczonych. I wojna światowa doprowadziła w Europie do wzrostu inflacji i potrzeby kreowania pieniądza w związku z wydatkami na cele wojenne. W rezultacie standard złota w Europie przestał obowiązywać w praktyce. W 1925 roku próbowano do niego powrócić, ale ciągły wzrost inflacji sprawił, że giełdy zaczęły odchodzić od tego standardu. W 1929 roku doszło w Stanach Zjednoczonych do Wielkiego Kryzysu. Bezrobocie stawało się coraz większe, banki i towarzystwa ubezpieczeniowe ogłaszały upadłość. Doprowadziło to do obaw o amerykański system monetarny. W związku z tym, 5 kwietnia 1933 roku prezydent Franklin D. Roosevelt ogłosił, że złoto powinno zostać wycofane z obiegu rynkowego i należy je zwrócić do Rezerwy Federalnej. Wyjątek stanowiły zbiory kolekcjonerskie. 30 stycznia 1934 roku wszedł w życie Gold Reserve Act. Stanowił on, że złote mennictwo zostanie wstrzymane, a całe złoto powinno zostać wycofane z obiegu i przetopione w sztaby o wymiarach ustalonych przez Departament Skarbu.

## MonetyDouble Eagle

### Liberty Head Double Eagle
Moneta Liberty Head Double Eagle (zwana także Coronet)została zaprojektowana przez Jamesa B. Longacre’a. Do stworzenia awersu monety wykorzystał on wizerunek profilu personifikacji wolności (Miss Liberty) stworzony przez Williama Kneassa na potrzeby monety o nominale 2,5 dolara, a potem zmodyfikowany przez Christiana Gobrechta w 1840 roku również do projektu monety o tym samym nominale. Dookoła profilu Longrace umieścił 13 sześcioramiennych gwiazd, a pod głową umieścił datę. Na rewersie monety bitej od 1850 do 1866 znajdował się orzeł z rozpostartymi skrzydłami, Union Shield na piersiach, gałązką oliwną i strzałami w szponach. Nad głową orła znalazła się aureola z gwiazd oraz promienie. Nad orłem widniała nazwa państwa „UNITED STATES OF AMERICA”, a pod orłem nominał monety ze skrótem nazwy waluty „TWENTY D.”. W 1866 roku zaczęto wybijać nową odmianę monety z dewizą „IN GOD WE TRUST” na rewersie, wewnątrz aureoli. Od 1877 roku bito trzecią odmianę tym razem z pełną nazwą waluty „TWENTY DOLLARS” pod orłem.
| Odmiany                                   | Wizerunki | Charakterystyka | Charakterystyka | Charakterystyka | Charakterystyka | Liczba sztuk* |
| Odmiany                                   | Wizerunki | waga (g)        | średnica (mm)   | krawędź         | stop            | Liczba sztuk* |
| ----------------------------------------- | --------- | --------------- | --------------- | --------------- | --------------- | ------------- |
| Liberty Head (1850–1866)                  |           | 33,4362         | 34              | ząbkowana       | Au 900          | 23 526 676    |
| Liberty Head z dewizą (1866–1876)         |           | 33,4362         | 34              | ząbkowana       | Au 900          | 16 160 758    |
| Liberty Head „TWENTY DOLLARS” (1877–1907) |           | 33,4362         | 34              | ząbkowana       | Au 900          | 64 137 477    |

* Tabela nie uwzględnia liczby wybitych monet lustrzanych.

### Saint-Gaudens Double Eagle
W 1905 roku prezydent Theodore Roosevelt poprosił swojego znajomego Augustusa Saint-Gaudensa o poprawę wizerunków amerykańskich monet. Saint-Gaudens zgodził się podjąć tego zadania za 5000 dolarów i w swoich pracach postanowił nawiązać do motywów ze starożytnej Grecji. Awers projektu przedstawiał kroczącą personifikację wolności Miss Liberty z jedną stopą opartą o kamień. W swojej lewej dłoni trzymała głązkę oliwną, a w prawej pochodnię. Za postacią widniały promienie oraz budynek Kapitolu. Wzdłuż rantu sześcioramienne gwiazdy, nad Miss Liberty umieszczono napis „LIBERTY”. Rok wybicia zapisany cyframi rzymskimi został umieszczony na dole, po prawej stronie. Rewers tej odmiany przedstawiał lecącego w lewą stronę orła, który został zapożyczony przez Saint-Gaudensa z centa Flying Eagle. W tle za orłem widać promienie i słońce. Nad orłem, wzdłuż rantu nazwa państwa „-UNITED-STATES-OF-AMERICA-”, a pod nią nominał z nazwą waluty „-TWENTY-DOLLARS-”. W trakcie bicia tej odmiany rozpoczęto jednocześnie prace mające poprawić jej wizerunek. W latach 1907–1908 bito monetę o spłyconym reliefie, rokiem zapisanym cyframi arabskimi oraz bez dewizy „In God We Trust”, co nie spodobało się prezydentowi. W 1908 roku zmodyfikowano kolejny raz wizerunek monety. Dodano dewizę „IN-GOD-WE-TRUST”, która znalazła się nad obrysem słońca. Poprawiono również promienie słoneczne.
Na monetach wybijanych w latach 1907–1911 na awersie znalazło się 46 gwiazd, a na monetach wybijanych w latach 1912–1933 było ich 48. Liczba ta odzwierciedlała liczbę stanów, które wówczas znajdowały się w unii. Monety o wysokim reliefie miały 13 promieni słonecznych, a te o niskim miały ich 14.
| Odmiany                                 | Wizerunki | Charakterystyka | Charakterystyka | Charakterystyka                                           | Charakterystyka | Liczba sztuk* |
| Odmiany                                 | Wizerunki | waga (g)        | średnica (mm)   | krawędź                                                   | stop            | Liczba sztuk* |
| --------------------------------------- | --------- | --------------- | --------------- | --------------------------------------------------------- | --------------- | ------------- |
| Saint-Gaudens z wysokim reliefem (1907) |           | 33,4362         | 34              | z mottem „E PLURIBUS UNUM” (litery rozdzielone gwiazdami) | Au 900          | 11 250        |
| Saint-Gaudens bez dewizy (1907–1908)    |           | 33,4362         | 34              | z mottem „E PLURIBUS UNUM” (litery rozdzielone gwiazdami) | Au 900          | 5 294 968     |
| Saint-Gaudens z dewizą (1908–1933)      |           | 33,4362         | 34              | z mottem „E PLURIBUS UNUM” (litery rozdzielone gwiazdami) | Au 900          | 64 981 428    |

* Tabela nie uwzględnia liczby wybitych monet lustrzanych.